# Arvo Lindén
Arvo Leander Linko odnosno Arvo Lindén (Tampere, Finska, 27. veljače 1887. – Helsinki, Finska, 18. ožujka 1941.) je pokojni finski hrvač te osvajač olimpijske bronce na Olimpijadi u Londonu 1908. u kategoriji do 66,6 kg grčko-rimskim stilom.
Nakon što je pobijedio na nacionalnom prvenstvu 1908., Lindén je uvršten u hrvačku reprezentaciju s kojom je nastupio na predstojećoj Olimpijadi u Londonu. Ondje je pobijedio prva tri protivnika da bi u polufinalu izgubio od Rusa Nikolaja Orlova. Nakon toga uslijedila je borba za broncu gdje je slavio nad Perssonom. Iste godine osvojio je i Nordijsko prvenstvo dok je 1909. i 1910. bio i prvak lake kaegorije u ruskom prvenstvu (jer je Finska tada bila autonomna pokrajina unutar Ruskog Carstva).
Arvo se 1910. povukao iz aktivnog bavljenja sportom te je otvorio obućarsku radnju. Početkom 1. svjetskog rata emigrirao je u Kanadu da bi se tijekom 1920-ih vratio u domovinu i smjestio u Helsinkiju gdje se zaposlio kao noćni čuvar.
Osim hrvanjem, Lindén je bio talentiran i u plivanju, ronjenju, gimnastici i biciklizmu. Primjerice, s preko 40 godina starosti slavio je na nacionalnim radničkim igrama u ronjenju.
Njegova olimpijska medalja je nažalost stavljena na aukciju 2015. godine s početnom cijenom od dvije tisuće eura. Aukcijska kuća Annmari’ u konačnici ju je prodala za 3.500 eura.

## Vanjske poveznice
- Lindénov profil na Sports-reference.com  Arhivirana inačica izvorne stranice od 6. ožujka 2009. (Wayback Machine)